# 잠비아 콰차
콰차(kwacha, ISO 4217 코드: ZMK)는 잠비아의 화폐 단위이다. 1 콰차는 100 "느그위"(ngwee)이다.

## 어원
콰차 (kwacha)라는 이름은 "새벽"을 뜻하는 냔자어와 벰바어에서 유래하였다. 이는 잠비아의 국가주의자의 "자유의 새로운 새벽"라는 표어를 암시한다. 느그위 (ngwee)라는 이름은 냔자어로 "밝은"이라는 뜻이다.

## 역사
1968년에 콰차는 2 콰차 = 1 파운드 (10 실링 = 1 콰차)의 비율로 파운드를 대체했다. 이 통화는 높은 인플레이션으로 고통을 받아왔다. 1968년에 1 잠비아 콰차는 1.2 미국 달러의 가치였으나 2006년 기준으로 1 미국 달러는 4800 콰차이다.
2008년 12월 17일 현재로, 1 미국 달러 = 5,180 콰차이다.

## 동전
1968년, 청동 1, 2 느그위와 백동 5, 10, 20 느그위 동전이 도입되었고 이어 50 느그위 동전은 1969년에 도입되었다. 1982년, 구리 도금 강철은 청동을 대체하였다. 1, 2 느그위 동전은 1983년까지 주조된 것과 함께 5, 10 느그위 동전의 주조를 1987년 중단하였고 이와 마찬가지로 20 느그위 동전은 1988년에 주조를 중단하였다. 니켈 황동 1 콰차 동전은 1989년에 도입되었다. 1992년, 니켈 도금 강철 25, 50 느그위 동전과 청동 1, 5, 10 콰차 동전으로 이루어진 새로운 동전이 도입되었다.
모든 이 동전들은 법정 통화로 남아있다. 그러나 인플레이션으로 인해 이 동전들의 가치가 떨어지면서 통상 무역에는 쓰이지 않고 있다. 오늘날 동전을 볼 수 있는 유일한 곳은 관광객들이 기념품으로 판매하고 있을 때뿐이다.

## 지폐

### 첫 번째 콰차 (1968–2012년)

#### 첫 번째 발행 (1968년)
최초의 콰차는 1968년에 발행되었다. 이 시리즈는 50 느그위, 1, 2, 10, 20 콰차 5장의 지폐로 구성되어 있다.
1968년, 잠비아 은행은 50 느그위, 1, 2, 10, 20 잠비아 콰차 지폐를 도입했다. 5 콰차 지폐는 1973년에 도입되었고, 같은 해 마지막 50 느그위 지폐가 발행되었다. 1968년, 잠비아 은행 (Bank of Zambia)은 50 느그위, 1, 2, 10, 20 콰차의 종류로 지폐를 도입하였다. 5 콰차 지폐는 1973년에 도입되었으며 같은 해에는 마지막 50 느그위가 발행되었다. 50 콰차 지폐는 1986년에 도입된 것과 함께 1 콰차 지폐는 1988년에 동전으로 대체되었다. 100, 500 콰차 지폐는 1991년 도입되었고 이어 1000, 5000, 10,000 콰차는 5, 10 콰차 지폐가 동전으로 대체되었고 2 콰차 지폐가 중지되을 때인 1992년에 도입되었다. 2003년, 20,000, 50,000 콰차 지폐가 도입되었다.

#### 두 번째 발행 (1969–1973년)
1969년, 잠비아 콰차의 두 번째 발행이 발행되었다.

#### 세 번째 발행 (1974–1976년)
세 번째 발행 이전에 10 콰차 지폐와 20 콰차 지폐 앞면의 단명한 디자인이 도입되었다.
| 단위        | 예제 그림                                   | 날짜          |
| ----------- | ------------------------------------------- | ------------- |
| 50 느그위   | 앞면과 뒷면                                 | 1968-1973년   |
| 1 콰차      | 앞면 뒷면                                   | 1968-1988년   |
| 2 콰차      | 앞면 뒷면                                   | 1968-1989년   |
| 5 콰차      | 앞면 뒷면                                   | 1973-1989년   |
| 10 콰차     | 앞면과 뒷면                                 | 1968-1991년   |
| 20 콰차     | 앞면과 뒷면                                 | 1968년-1992년 |
| 50 콰차     | 앞면과 뒷면                                 | 1986년-2013년 |
| 100 콰차    | 앞면과 뒷면                                 | 1991년-2013년 |
| 500 콰차    | 앞면과 뒷면                                 | 1991년-2013년 |
| 1000 콰차   | 앞면과 뒷면                                 | 1992년-2013년 |
| 5000 콰차   | 앞면 뒷면                                   | 1992년-2013년 |
| 10,000콰차  | 앞면과 뒷면                                 | 1992년-2013년 |
| 20,000 콰차 | 앞면과 뒷면                                 | 2003년-2013년 |
| 50,000 콰차 | 앞면과 뒷면 보관됨 2007-10-26 - 웨이백 머신 | 2003년-2013년 |

1991년까지 모든 잠비아의 화폐는 앞면에 대통령 케네스 카운다의 초상화가 그려져 있었다. 하지만 1992년부터 잠비아 전화폐의 앞면엔 대통령의 초상화에서 물수리의 모습으로 대체되었다. 1989년 이후로 모든 뒷면은 Chainbreaker 상을 그리고 있다. 2003년에 잠비아는 폴리머 지폐를 발행하는 최초의 아프리카 국가가 되었다. 500, 1000 콰차는 둘 다 폴리머로 인쇄된다.
20 콰차 지폐가 여전히 유통되고 있지만 이 지폐에서 대부분의 소매상인은 총합을 계산할 때 가격 단위를 거의 50 콰차까지 올리는 경우는 드물다. 슈퍼마켓 대다수의 대부분의 물건은 20 콰차 단위의 가치를 사용하여 표시한다. (이를테면, 1980 콰차)

## 같이 보기
- 콰차
- 말라위 콰차
- 잠비아의 경제